# Decipher
Decipher is het tweede muziekalbum van de Nederlandse metalband After Forever. Het werd opgenomen en uitgebracht in het jaar 2001 en in het jaar 2003 kwam er een luxe-editie van het album uit. Op dit album stonden twee live uitgevoerde bonusnummers: My Pledge of Allegiance 1 en Forlorn Hope.

## Tracklist
1. Ex-Cathedra - Ouverture (2:02)
2. Monolith Of Doubt (3:31)
3. My Pledge Of Allegiance 1 - The Sealed Fate (6:24)
4. Emphasis (4:18)
5. Intrinsic (6:44)
6. Zenith (4:21)
7. Estranged (6:54)
8. Imperfect Tenses (4:08)
9. My Pledge Of Allegiance 2 - The Tempted Fate (5:05)
10. The Key (4:47)
11. Forlorn Hope (6:21)
12. My Pledge of Allegiance 1 (live bonustrack)
13. Forlorn Hope (live bonustrack)

## Credits
- Floor Jansen – zang
- Mark Jansen – gitaar, screams
- Sander Gommans – gitaar, grunts
- Luuk van Gerven – basgitaar
- Lando van Gils – keyboard
- André Borgman – drums